# My Monkey
«My Monkey» (Mi Mono) es la canción número 12 de Marilyn Manson, para su primer álbum de estudio Portrait of an American Family en 1994. La canción no tiene video musical, pero es sobresaliente porque contiene algunos fragmentos del álbum del reconocido asesino: Charles Manson, titulado: LIE, en 1968. 

## Apariciones
En Casetes:
- The Beaver Meat Cleaver Beat
- Big Black Bus
- Lunchbox
- Live as Hell
- Refrigerator

En Álbum's:
- Portrait of an American Family

## Versiones
- "My Monkey" — Aparición en The Beaver Meat Cleaver Beat.
- "My Monkey" — Aparición en Big Black Bus.
- "My Monkey" — Aparición en Lunchbox.
- "My Monkey" (Live) — Aparición en Live as Hell.
- "My Monkey" (Live) — Aparición en Refrigerator.
- "My Monkey" — Aparición en Portrait of an American Family.
- "My Monkey" Remix - Aparición en Dancing With the Antichrist.

## Curiosidades
- La letra de "My Monkey" en Portrait of an American Family, es diferente a la de su aparición en The Beaver Meat Cleaver Beat.